# Faune de Guinée-Bissau
 (octobre 2024).

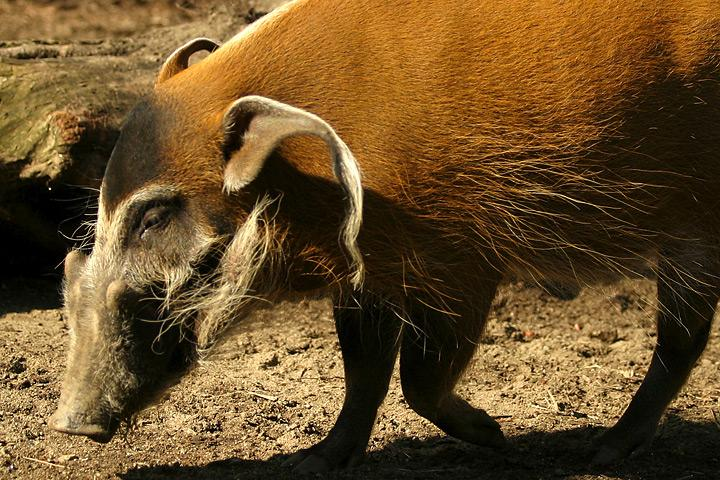
Un porc de rivière rouge

La faune de la Guinée-Bissau est composée de riche biodiversité en flore et de faune.

## Faune

### Les mammifères
- Porc de rivière rouge

### Des oiseaux
- Tourterelle à tête bleue
- Iris brillant-étourneau

### Reptiles
- Bitis rhinocéros

On rapporte que l'environnement marin tropical de Guinée-Bissau présente une grande diversité de vie marine, notamment dans et autour de l'archipel des Bijagos. Les poissons comprennent le poisson- chat à beurre africain , Malapterurus occidentalis, Parablennius sierraensis (blenny à dents de peigne), cinq espèces de poisson-chat Synodontis, y compris les annectens, les ansorgii, le nigrita, le schall et les waterloti, le poisson-papillon à trois bandes et Trachinus pellegrini . Les tortues sont également dominantes, en particulier la tortue pelusios castaneus d'Afrique de l'Ouest.

## Flore
- Flore de Guinée-Bissau